# Distància zenital
La distància zenital, angle zenital o coaltura és la distància angular d'un astre fins al zenit. És l'angle complementari a l'altura.
Distància zenital = 90°- altura.